# Надставкі
Надставкі (пол. Nadstawki, нім. Rohrteich) — село в Польщі, у гміні Одолянув Островського повіту Великопольського воєводства.
Населення — 210 осіб (2011).

## Демографія
Демографічна структура станом на 31 березня 2011 року:
|          | Загалом | Допрацездатний вік | Працездатний вік | Постпрацездатний вік |
| -------- | ------- | ------------------ | ---------------- | -------------------- |
| Чоловіки | 111     | 27                 | 76               | 8                    |
| Жінки    | 99      | 24                 | 59               | 16                   |
| Разом    | 210     | 51                 | 135              | 24                   |